# Worsogory
Worsogory (russisch Ворзогоры) ist ein Ort im Rajon Onega, in der Oblast Archangelsk in Nordwestrussland.

## Geographie
Worsogory liegt am Ufer des Onegabusens, einer Meeresbucht des Weißen Meeres. Die nächsten Ortschaften sind Nimenga im Süden (ca. 15 km entfernt) und die Stadt Onega (ca. 28 km westlich).

## Geschichte

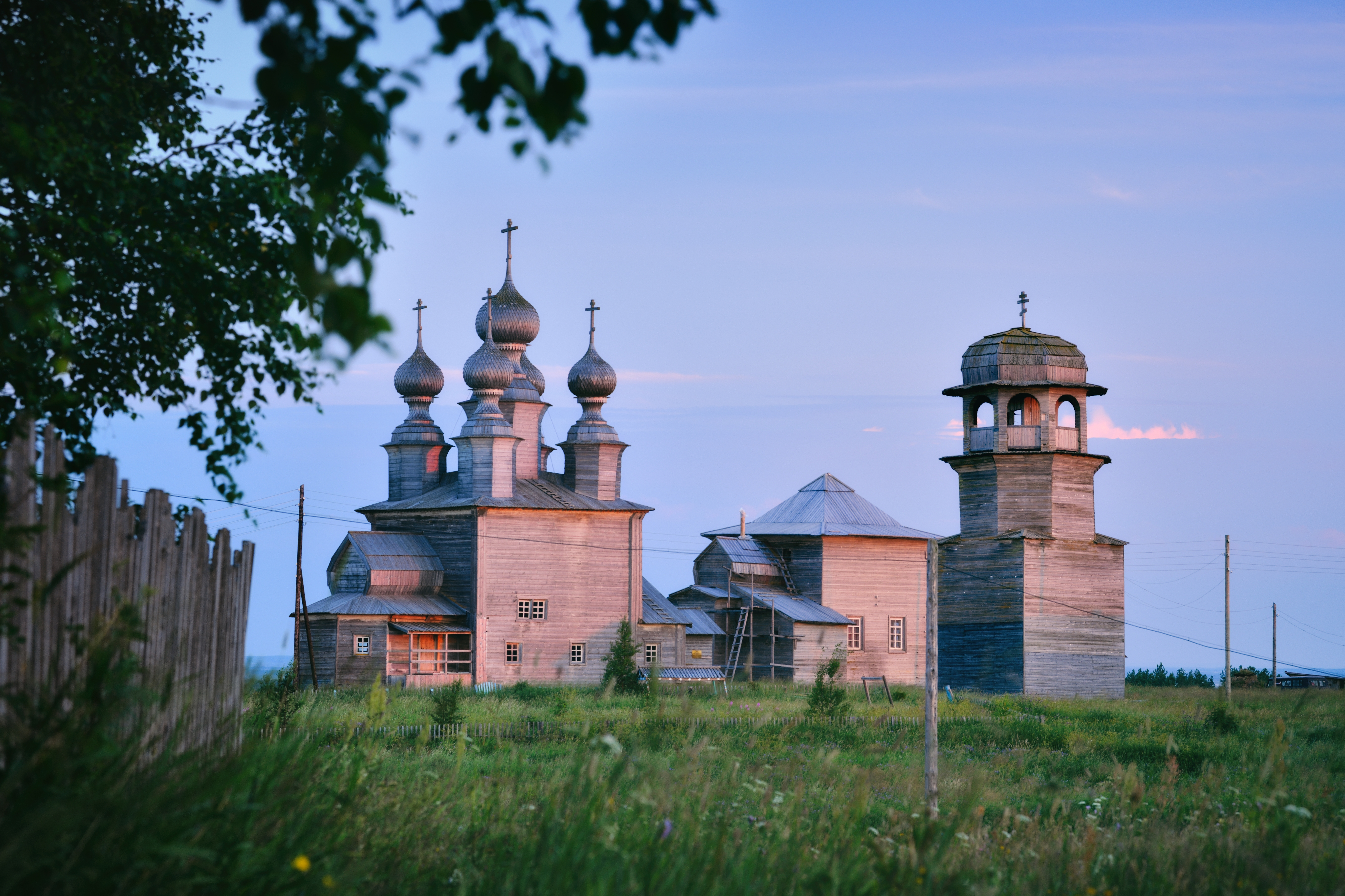
Troika in Worsogory mit der Kirche St. Nikolaus

Der Ort wurde erstmals in Dokumenten aus dem Jahr 1559 erwähnt. Er soll damals für seine Schiffbauer bekannt gewesen sein, die Schiffe u. a. für die Mönche des Solowezki-Klosters bauten. Den Gründern des Klosters, German und Sawwatij, ist die 1850 erbaute Kirche gewidmet; die ältere von 1636 St. Nikolaus.
Im Jahr 2002 lebten hier 129 Menschen, darunter 78 Russen.